# 白腹针尾绿鸠
白腹针尾绿鸠（学名：Treron seimundi），为鸠鸽科绿鸠属的鸟类。分布于越南、老挝、泰国及马来西亚等地。2022年在中华人民共和国云南省大理州无量山国家级自然保护区南涧管护局凤凰山鸟类环志站环志点曾捕获过本种。

## 形态特征
白腹针尾绿鸠体长30～33厘米，雄鸟整体呈橄榄绿色，颈部两侧沾浅橙黄色，颈背部灰绿色；翼上腕部有紫红色小斑块，腹部白色，尾羽灰黑色，中央一对尾羽特化延长而尖，臀羽及尾下覆羽鲜黄色夹杂橄榄绿色。雌鸟似雄鸟，但肩羽无紫红色斑块，颈侧不沾浅橙黄色。
白腹针尾绿鸠体重约157.79克，翼长约153.6毫米，嘴峰长约20.7毫米，喙宽度约6.1毫米，喙厚度约6.8毫米，跗蹠长约20.8毫米，尾长约141.8毫米。白腹针尾绿鸠在其分布区内为留鸟，其栖息在半开放的高大树木组成的森林中，食性为草食性，主要食物来源是水果。

## 亚种
- 白腹针尾绿鸠指名亚种（学名：Treron seimundi seimundi）。分布于马来半岛。[2]
- 。分布于越南、老挝和泰国等地。[2]